# Cumaribo
Cumaribo ist eine kolumbianische Gemeinde (Municipio) im Departamento Vichada. Sie liegt an der Grenze zu Venezuela. Cumaribo ist mit 65.674 km² flächenmäßig die größte Gemeinde Kolumbiens mit einer Fläche, die größer ist als die von Israel und der Schweiz zusammen.
Im März 2011 wurden in der Nähe von Cumaribo 23 einheimische Angestellte einer Tochter von Talisman Energy entführt.
Die Sicherheitslage in der Gegend ist schlecht (derzeit März 2011). Laut Regierungsangaben gibt es Aktivitäten der FARC und verschiedener krimineller Banden.

## Geographie
Cumaribo liegt auf einer Höhe von ungefähr 125 Metern. Die Gemeinde grenzt im Norden an Santa Rosalía, La Primavera und Puerto Carreño, im Süden an Inírida, Barranco Minas und Mapiripana im Departamento de Guainía sowie an San José del Guaviare im Departamento del Guaviare, im Westen an Mapiripán und Puerto Gaitán im Departamento del Meta und im Osten an den Bundesstaat Amazonas in Venezuela.

## Bevölkerung
Die Gemeinde Cumaribo hat 80.837 Einwohner, von denen 3156 im städtischen Teil (cabecera municipal) der Gemeinde leben (Stand: 2022).

## Infrastruktur
Cumaribo verfügt über einen kleinen Flugplatz, der von Villavicencio und Puerto Carreño aus angeflogen wird. Eine schlechte Straßenverbindung, die bei Regenzeit nicht befahrbar ist, gibt es nach Puerto Gaitán. Der Río Vichada ist schiffbar bis zum Orinoco, auf dem reguläre Linienschiffe verkehren.